# Andreas Zaugg
Andreas Zaugg (* 10. Oktober 1985) ist ein Schweizer Radballspieler beim VC Oftringen (bis März 2014 VMC Oftringen). Seit Beginn seiner Karriere spielte er zusammen mit Rafael Stadelmann, nach einem Zwischenspiel 2020/2021 beim RMV Mosnang mit Lukas Schönenberger seit 2022 wiederum beim VC Oftringen mit Patrick Luder.

## Karriere
Bereits seit 1992 spielte Andreas Zaugg zusammen mit Rafael Stadelmann. Nach mehreren Silber- und Bronzemedaillen bei den Schweizer Meisterschaften der Schüler gewannen sie im Jahr 2001 die Meisterschaft der Junioren und stiegen somit direkt in die 1. Liga auf. Bereits im ersten Jahr bei den Aktiven gelang ihnen der Aufstieg in die Nationalliga B und im Jahr darauf auch gleich der Aufstieg in die Nationalliga A, die höchste Spielklasse der Schweiz. 2007, in ihrer vierten Saison in der NLA, gewannen sie die Silbermedaille im Schweizer Cup und qualifizierten sich für den Weltcup-Final in Dornbirn. Zwei Jahre später gewannen sie den Schweizer Cup und holten mit dem dritten Rang die erste Medaille in der NLA. In den folgenden Jahren konnten sie zweimal als Ersatzteam an die Weltmeisterschaft und gewannen mehrere Medaillen an der Schweizer Meisterschaft, im Cup und bei Weltcup-Turnieren.
2013 gab Andreas Zaugg bekannt, seine Karriere nach 21 Jahren nach dem Schweizer-Meisterschafts-Final in der heimischen Halle in Oftringen zu beenden. Nach einem sehr emotionalen letzten Spiel gegen Mosnang übergab er sein Radballrad symbolisch an Samuel Niklaus, der ab der folgenden Saison zusammen mit Rafael Stadelmann in der NLA antrat. Kurz darauf musste er jedoch noch einmal im Entscheidungsspiel gegen Winterthur antreten. Nach dem 0:0 nach regulärer Spielzeit gewannen die Oftringer das Viermeterschiessen. Mit diesem Sieg holte sich Andreas Zaugg zum (vorläufigen) Abschluss seiner Karriere den Schweizer Meistertitel und die Möglichkeit bei der WM 2013 in Basel ein letztes Mal als Ersatzteam dabei zu sein.
Zaugg kam im Frühling 2015 auf seinen Rücktrittsentscheid zurück und spielte wiederum mit Rafael Stadelmann, um den VC Oftringen in der NLA zu halten. Am 4. November 2017 erfolgte bei einem Weltcupspiel der definitive Rücktritt des Teams Zaugg/Stadelmann, nachdem sie die NLA 2017 mit dem Gewinn der Bronzemedaille abgeschlossen hatten.
2020 kam Zaugg abermals auf seinen Rücktrittsentscheid zurück und wechselte zum RMV Mosnang, wo er mit seinem früheren Konkurrenten Lukas Schönenberger ein neues Team bildete. Sie gewannen im selben Jahr den Schweizer Cup und die Schweizer Meisterschaft. 2022 kehrte Zaugg zurück zum VC Oftringen, wo er seither mit Patrick Luder in der NLA spielt, aber keine Weltcupspiele mehr bestreitet.

## Erfolge
- Schweizer Meisterschaft
  - 1. Rang 2013, 2020
  - 2. Rang 2010
  - 3. Rang 2009, 2011, 2012
- Schweizer Cup
  - 1. Rang 2009, 2020
  - 2. Rang 2007, 2010
  - 3. Rang 2011, 2012

### Weltcup-Statistik
| Jahr                    | Partner           | 1. T. | 2. T. | 3. T.          | 4. T.          | Punkte | Quali | Final |
| ----------------------- | ----------------- | ----- | ----- | -------------- | -------------- | ------ | ----- | ----- |
| 2003                    | Rafael Stadelmann | 8     | –     | –              | –              | 18     | 25    | –     |
| 2004                    | Rafael Stadelmann | 7     | –     | –              | –              | 20     | 27    | –     |
| 2005                    | Rafael Stadelmann | 9     | 6     | Silbermedaille | –              | 86     | 12    | –     |
| 2006                    | Rafael Stadelmann | 9     | 6 (a) | –              | –              | 41     | 17    | –     |
| 2007                    | Rafael Stadelmann | 5     | 5     | 4              | Silbermedaille | 140    | 6     | 8     |
| 2008                    | Rafael Stadelmann | –     | –     | –              | –              | –      | –     | 7 (b) |
| 2009                    | Rafael Stadelmann | 6     | 6 (a) | Bronzemedaille | 5              | 120    | 9     | –     |
| 2010                    | Rafael Stadelmann | 6     | (a)   | Bronzemedaille | 7              | 130    | 9     | –     |
| 2011                    | Rafael Stadelmann | 4     | 6     | Silbermedaille | –              | 105    | 10    | –     |
| 2012                    | Rafael Stadelmann | 6     | 7     | Silbermedaille | 5              | 120    | 9     | –     |
| 2013                    | Rafael Stadelmann | 4     | –     | –              | –              | 35     | 19    | –     |
| Stand: 13. Oktober 2013 |                   |       |       |                |                |        |       |       |

Teilnahmen:  29

 Goldmedaillen:  0

 Silbermedaillen:  5

 Bronzemedaillen:  2

| Legende |
| --- |
| - Jahr: Nennt das Jahr des Weltcups. - Partner: Spielpartner in diesem Weltcup-Jahr. - 1. T.: (1. Turnier, von 4) Rang des Sportlers in diesem Turnier. - Punkte: Weltcup-Punkte, die der Spieler am Ende der Qualifikation hatte. - Quali: Rang am Ende der Qualifikation. - Finale: Rang im Finale, falls dieses erreicht wurde. |